# Прем'єр-ліга (Камбоджа)
Прем'єр-ліга Камбоджі (кхмер. ការប្រកួតកីឡា កម្ពុជា) — найвища футбольна ліга Камбоджі, що була заснована в 1982 році.

## Чемпіони
| - 1982: Міністерство торгівлі - 1983: Міністерство торгівлі - 1984: Міністерство торгівлі - 1985: Міністерство оборони - 1986: Міністерство оборони - 1987: Міністерство охорони здоров'я - 1988: Провінція Кампонгтям - 1989: Міністерство транспорту - 1990: Міністерство транспорту - 1991: Департамент муніципального будівництва - 1992: Департамент муніципального будівництва | - 1993: Міністерство оборони - 1994: Цивільна авіація - 1995: Цивільна авіація - 1996: Бодігардз Клаб - 1997: Бодігардз Клаб - 1998: Роял Долфінс - 1999: Роял Долфінс - 2000: Нейшенел Поліс - 2001: не розігрувався - 2002: Самрат Юнайтед - 2003: не розігрувався | - 2004: не розігрувався - 2005: Кхемара Кейла - 2006: Кхемара Кейла - 2007: Нагакорп - 2008: Імперія Пномпень - 2009: Нагакорп - 2010: Пномпень Краун - 2011: Пномпень Краун - 2012: Бьюнг Кет Раббер Філд - 2013: Свай Рінг - 2014: Пномпень Краун - 2015: Пномпень Краун - 2016: Бьюнг Кет Ангкор |